# Mydlita
Mydlita  (deutsch Buchwalde) ist ein Dorf in der polnischen Woiwodschaft Pommern. Es gehört zur Gmina Czarna Dąbrówka (Gemeinde Schwarz Damerkow) im Powiat Bytowski (Bütower Kreis).

## Geographische Lage
Das Dorf liegt  in Hinterpommern, östlich des Jassener Sees, etwa 21 Kilometer nördlich der Stadt Bütow, 45 Kilometer südöstlich von Stolp und 26 Kilometer südsüdwestlich von Lauenburg in Pommern.

## Geschichte

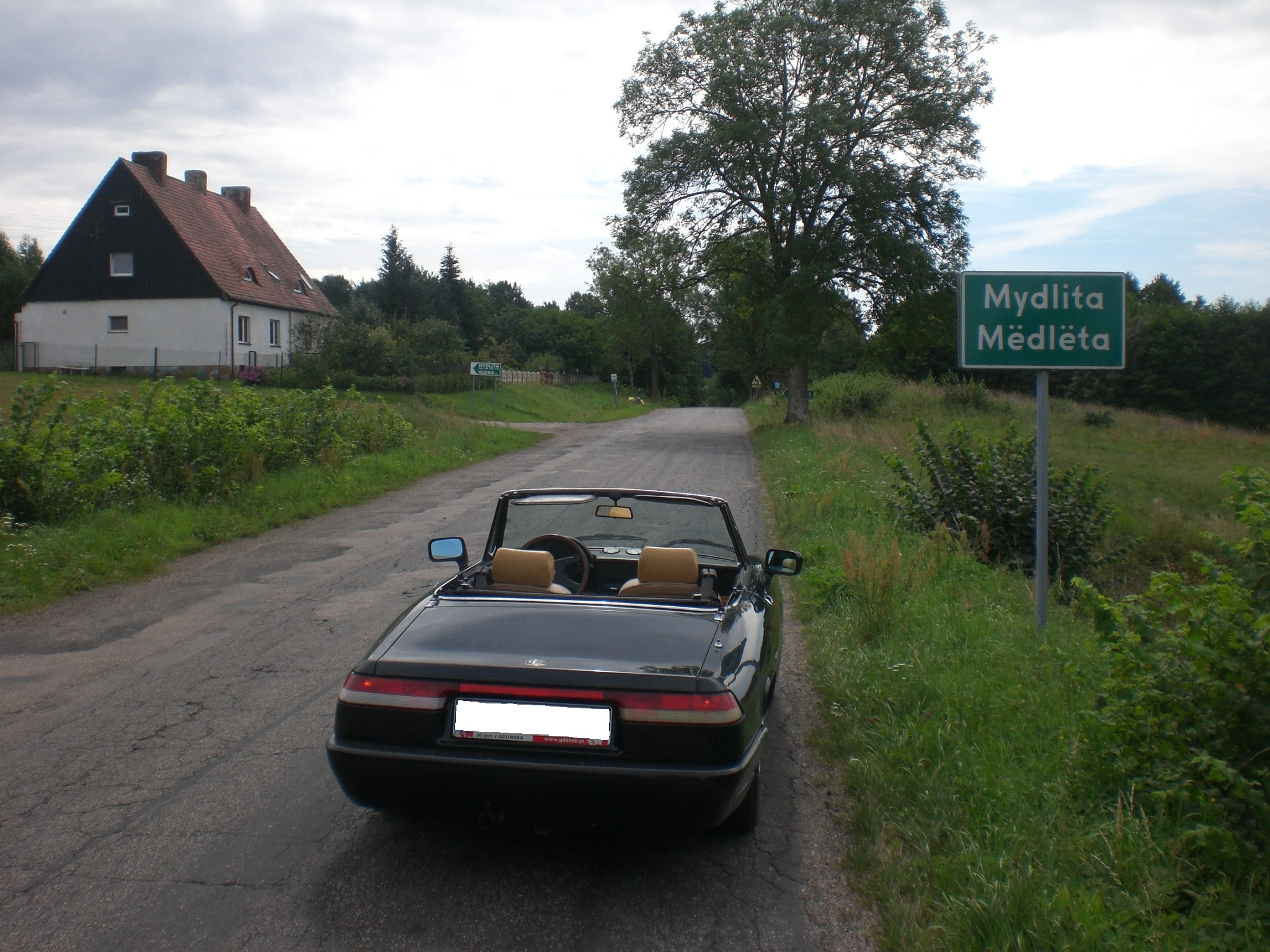
Dorfeingang (2018)

Zum adligen Gut Buchwalde gehörten um 1782 ein Vorwerk, eine Wassermühle, zwei Bauernstellen, drei Kossäten, ein Krug, auf der Feldmark des Dorfs eine Ziegelei und ein weiteres Vorwerk mit einigen Büdnern, das auf dem Gelände einer ehemaligen Glashütte angelegt worden war, die Güter Wussowke und Klössen sowie eine Hälfte des Guts Neuendorf und insgesamt 25 Feuerstellen (Haushaltungen); es befand sich zum damaligen Zeitpunkt im Besitz der Erben des Lieutenants Lorenz Heinrich Freiherr von Puttkamer.
Am 1. April 1927 hatte das Gut Buchwalde eine Flächengröße von 1021 Hektar, und am 16. Juni 1925 hatte der Gutsbezirk 226 Einwohner. Am 30. September 1928 wurde der Gutsbezirk Buchwalde in eine Landgemeinde gleichen Namens umgewandelt.
Anfang der 1930er Jahre hatte die Landgemeinde Buchwalde eine Flächengröße von 10,2 km². Innerhalb der Gemeindegrenzen standen insgesamt zwanzig bewohnte Wohnhäuser an zwei verschiedenen Wohnstätten:
1. Buchwalde
2. Neuhütte

Im Jahr 1939 wurden 218 Einwohner gezählt.
Bis 1945 bildete Buchwalde eine Landgemeinde im Landkreis Bütow im Regierungsbezirk Köslin der preußischen Provinz Pommern des Deutschen Reichs. Die Gemeinde war dem Amtsbezirk Jassen zugeordnet.
Vor Ende des Zweiten Weltkriegs wurde Buchwalde Anfang März 1945 von der Roten Armee besetzt. Bald darauf wurde Buchwalde zusammen mit ganz Hinterpommern von der Sowjetunion der Volksrepublik Polen zur Verwaltung überlassen. Danach zogen Polen in das Dorf. Für Buchwalde wurde die polonisierte Ortsbezeichnung ‚Mydlita‘ eingeführt. In der Folgezeit wurden die einheimischen Dorfbewohner von der polnischen Verwaltungsbehörde aus Buchwalde vertrieben.

## Kirche

### Kirchspiel bis 1945
Die vor 1945 in Buchwalde lebenden Einwohner gehörten mit großer Mehrheit der evangelischen Konfession an. Im Jahr 1925 befanden sich unter den 226 Einwohnern 187 Protestanten und 39 Katholiken.
Die evangelischen Einwohner von Buchwalde gehörten zum evangelischen Kirchspiel Jassen.
Für die Katholiken in Buchwalde war das katholische Kirchspiel Bütow zuständig.

### Polnisches Kirchspiel seit 1945
Die seit 1945 in Mydlita heimischen Dorfbewohner polnischer Herkunft sind überwiegend katholisch.